# Henryk Fajt
Henryk Michał Fajt, ps. „Garda” (ur. 19 stycznia 1912 w Rakowie, zm. 9 grudnia 1988) – polski kompozytor, pedagog i nauczyciel; twórca piosenek, m.in. „Bajka”, „Harcerskie lato”, partyzancka „Jędrusiowa dola” oraz „Marsz lotników Dywizjonu 303”. 

## Życiorys
Urodził się w rodzinie robotniczej. Jego ojciec Paweł był z zawodu mistrzem budowlanym, matka – Helena z domu Dziegieć nie pracowała zawodowo. W 1913 Fajtowie przenieśli się do Radomska, gdzie Henryk ukończył gimnazjum handlowe oraz pobierał nauki śpiewu i gry na fortepianie. Był również, podobnie jak jego matka, członkiem chóru Towarzystwa Śpiewaczego „Lutnia” prowadzonego przez Kajetana Fotygę. 

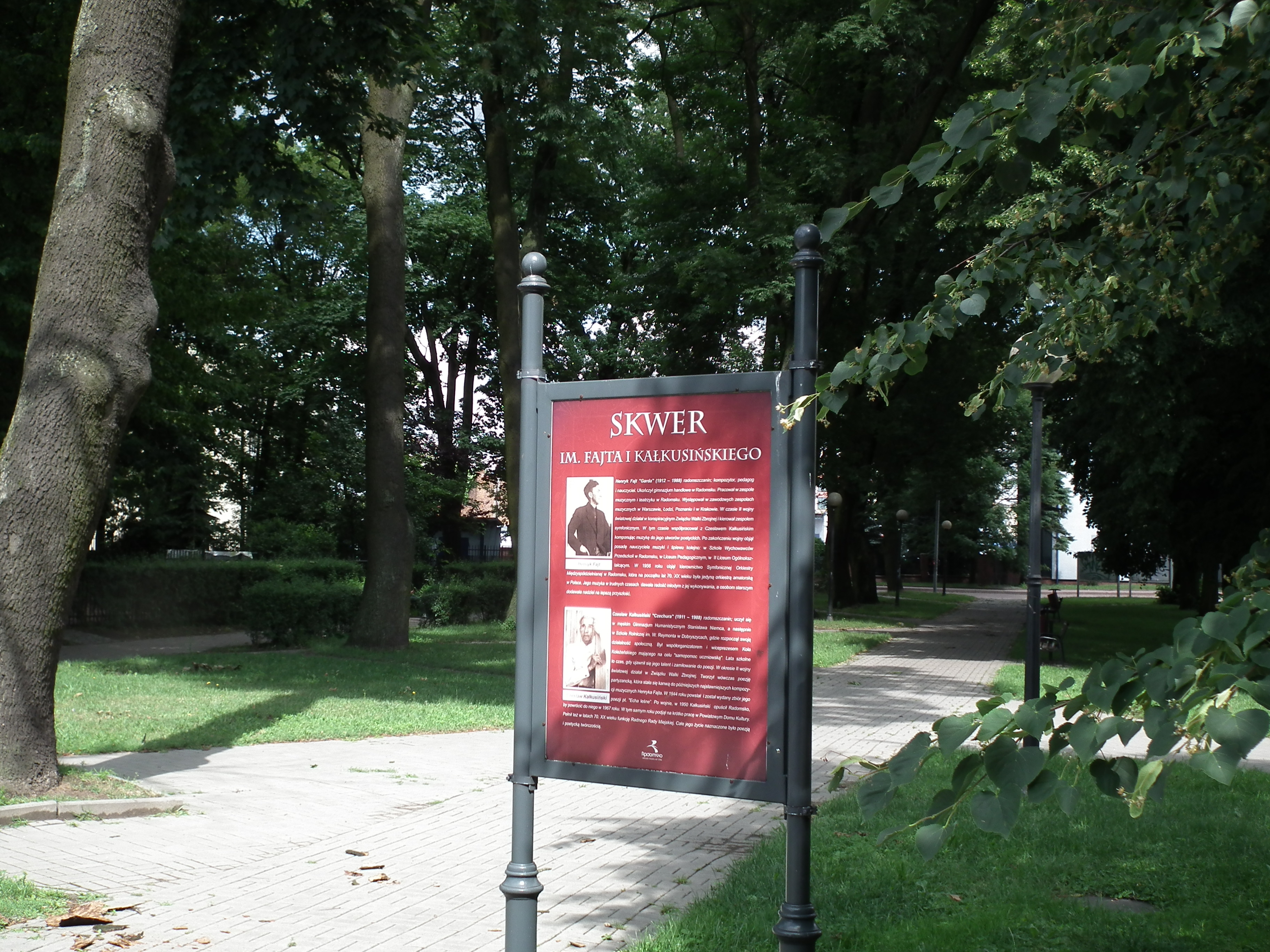
Skwer Fajta i Kałkusińskiego w Radomsku

W okresie międzywojennym pracował m.in. w radomszczańskim Teatrze Świetlnym „Kinema” jako taper, komponował również podkłady muzyczne do wyświetlanych tam filmów. Z chwilą pojawienia się filmów z udźwiękowieniem wyjechał w poszukiwaniu pracy do Tomaszowa Mazowieckiego, gdzie krótko grał w cukierni „Europa”. Później  wyjechał m.in. do Częstochowy i Łodzi, gdzie grał w orkiestrach. W 1938 powrócił do Radomska i podjął pracę w Urzędzie Stanu Cywilnego.
Okres wojny Fajt spędził w Radomsku, gdzie działał w Związku Walki Zbrojnej, należąc do oddziału porucznika Bronisława Skóry-Skoczyńskiego „Robotnika” (otrzymał konspiracyjny pseudonim „Garda”). Oprócz udziału w akcjach zbrojnych, wraz z Czesławem Kałkusińskim (ps. „Czechura”) organizował tajne koncerty i uroczystości rocznicowe, prowadził zespół symfoniczny oraz uczył muzyki i śpiewu. W tym okresie powstały do wierszy Kałkusińskiego piosenki partyzanckie Fajta m.in. „Jędrusiowa dola” oraz „Pieśń Szarych Szeregów”.
Po wojnie nauczał muzyki oraz śpiewu w radomszczańskich szkołach (Szkoła Wychowawców Przedszkoli, Liceum Pedagogiczne i II Liceum Ogólnokształcące). W 1956 zdobył w warszawskiej Wyższej Szkole Pedagogicznej dyplom uprawniający do nauczania w szkołach średnich oraz w zakładach kształcenia nauczycieli w zakresie muzyki i śpiewu. Również w 1956 stanął na czele Symfonicznej Orkiestry Międzyspółdzielnianej w Radomsku, będącej ówcześnie jedną z dwu amatorskich orkiestr symfonicznych w Polsce, a w latach 70. jedyną. W 1966 orkiestrę pod jego kierownictwem uhonorowano Nagrodą Tysiąclecia Państwa Polskiego.
Przeszedł na emeryturę 31 sierpnia 1976, kontynuując jednak działalność pedagogiczno-artystyczną, m.in. prowadził zespół „Pro Arte” oraz „Radomszczańską Kapelę Podwórkową”.
Pochowany na Cmentarzu Starym w Radomsku w kwaterze B-1 pod Lipą Powstańców. Mogiła jest objęta opieką II Liceum Ogólnokształcącego w Radomsku.

## Twórczość
Komponował często do tekstów Czesława Kałkusińskiego. W jego dorobku można znaleźć:
- piosenki estradowe i ballady, m.in. tango „Wrzosowiska” (również znane pt. „Wiem, że nie wrócisz”), „Po co?”, „Przyjdź, nim srebrna noc zapłonie”;
- pieśni i piosenki partyzanckie, m.in. „Wesoło ze śpiewem”, „Marsz wolności”, „Jędrusiowa dola” (1942), „Tęsknota” (1943), „Pieśń Szarych Szeregów” (1943), kolęda „Uśnij dziecino” (1943/1944);
- piosenki dla dzieci i młodzieży, m.in. „Idzie zima wielkim krokiem”, „A nasza izdebka na każdziutkie święta”, „Bajka” (znana również pt. „Kołysanka dla braciszka”), „Dzieci grzeczne są w przedszkolu”, „W noc zimową idzie Nowy Rok”, „Harcerskie lato”;
- utwory instrumentalne, m.in. „Serenada szkolna - na orkiestrę symfoniczną”, „I suita partyzancka - na orkiestrę symfoniczną”, „II suita partyzancka –  na orkiestrę symfoniczną”, „Węgier, Polak dwa bratanki – czardasz na orkiestrę symfoniczną”[9].

## Źródła
- Fajt, Henryk, strona Biblioteki Polskiej Piosenki
- Strona poświęcona Henrykowi Fajtowi. zsg1radomsko.pl. [zarchiwizowane z tego adresu (2016-04-10)]. na zsg1radomsko.pl
- Jerzy Bałaziński: „Czechura” Radomsko, 1995
- Zbigniew Zieliński: „Jędrusiowa dola” wydawnictwo Apostolicum, 1999.